# Río Aranguín
El río Aranguín es un río de Asturias, España, de una longitud aproximada de 19 km. 

## Curso
Nace en el concejo de Salas, concretamente en la parroquia de Malleza,y el núcleo de poblacio más cercano al río es La Barraca de Malleza, situado entre la confluencia de los ríos Carqueixa y Aranguín. El Río Aranguín es la confluencia de varios arroyos: Arroyo Cerezal, Arroyo Gallinero, Arroyo La Vuelta, Arroyo Curiscao, Arroyo Vegacebrón y Arroyo Colubrero y el único río afluente, el Río Carqueixa que desemboca en La Barraca de Malleza (Salas).
Tras discurrir por un angosto valle durante unos pocos kilómetros, y recibir las aguas de pequeños arroyos y del río Carqueixa.Sirve de frontera natural entre los concejos de Salas y Pravia, para, integrase definitivamente en el segundo en la parroquia de Cordovero. A partir de aquí, su valle es mucho más abierto y se conoce como Valle de Arango, dando lugar a fértiles vegas y atravesando las parroquias de Folgueras y Arango.
Finalmente, se integra en la parroquia de Pravia a través de Cañedo y Agones, tramo en el que sus corrientes son aprovechados en molinos para la fabricación de harina, y da sus aguas al Río Nalón.
A lo largo de su recorrido, tiene solo un afluente de importancia, el río Carqueixa que desemboca en el pueblo de La Barraca, Salas y arroyos de corto recorrido y caudal. El Aranguín, representa para el Río Nalón el último afluente de importancia antes de su desembocadura en el Mar Cantábrico.
Aparece descrito en el segundo volumen del Diccionario geográfico-estadístico-histórico de España y sus posesiones de Ultramar de Pascual Madoz con las siguientes palabras:

ARANGUIN: r. en la prov. de Oviedo: nace en el térm. del part. jud. de Belmonte, en las brañas de Valderrodeyro, parr. de Sta. Eulalia de Mallecina, y de Gallinero, en la de San Juan de Malleza, ambas del ayunt. de Salas, á la caída del Campo Cerezal y montañas que dividen este concejo del de Valdés; pasa por las felig. de San Miguel de Cordovero y Sta. María de Folgueras, en donde, al sitio llamado la Calzada, hay un puentecillo de madera; y siguiendo su curso entra en el part. jud. de Právia por el l. de Travesedo á Puente-Vega, donde encuentra un puente de piedra de un arco, concluido en 1843; continúa su marcha bañando al valle de Arango y á las parr. de San Martin y Allence, del ayunt. de Právia, en las que hay algunos puentes para el servicio de los vec.; prosigue por el l. de Cañedo, donde le cruza un puente de madera con tres ojos, sostenido por pilastras de piedra; entra despues en el térm. de Agones, y dejando la pobl. á su márg. izq., pasa por debajo del puente de piedra, de un solo arco, que se halla en el camino real que va desde Právia, y entrega sus aguas al Nalon, un poco mas abajo de esta v. El r. Aranguin en su tortuoso curso fertiliza diferentes prados, á pesar de la escasez de agua, especialmente en el verano: prod. bastantes truchas, aunque muy inferiores á las que se pescan en el r. Nalon.
(Madoz, 1845, p. 429)

## Fauna
Se trata de un río truchero, donde, ocasionalmente, puede habitar algún ejemplar de salmón. Durante la década de 1990, se puso en funcionamiento una estación para la cría de alevines de Salmón, entre las aldeas de Quintana y Allence.